# Граде, Ганс

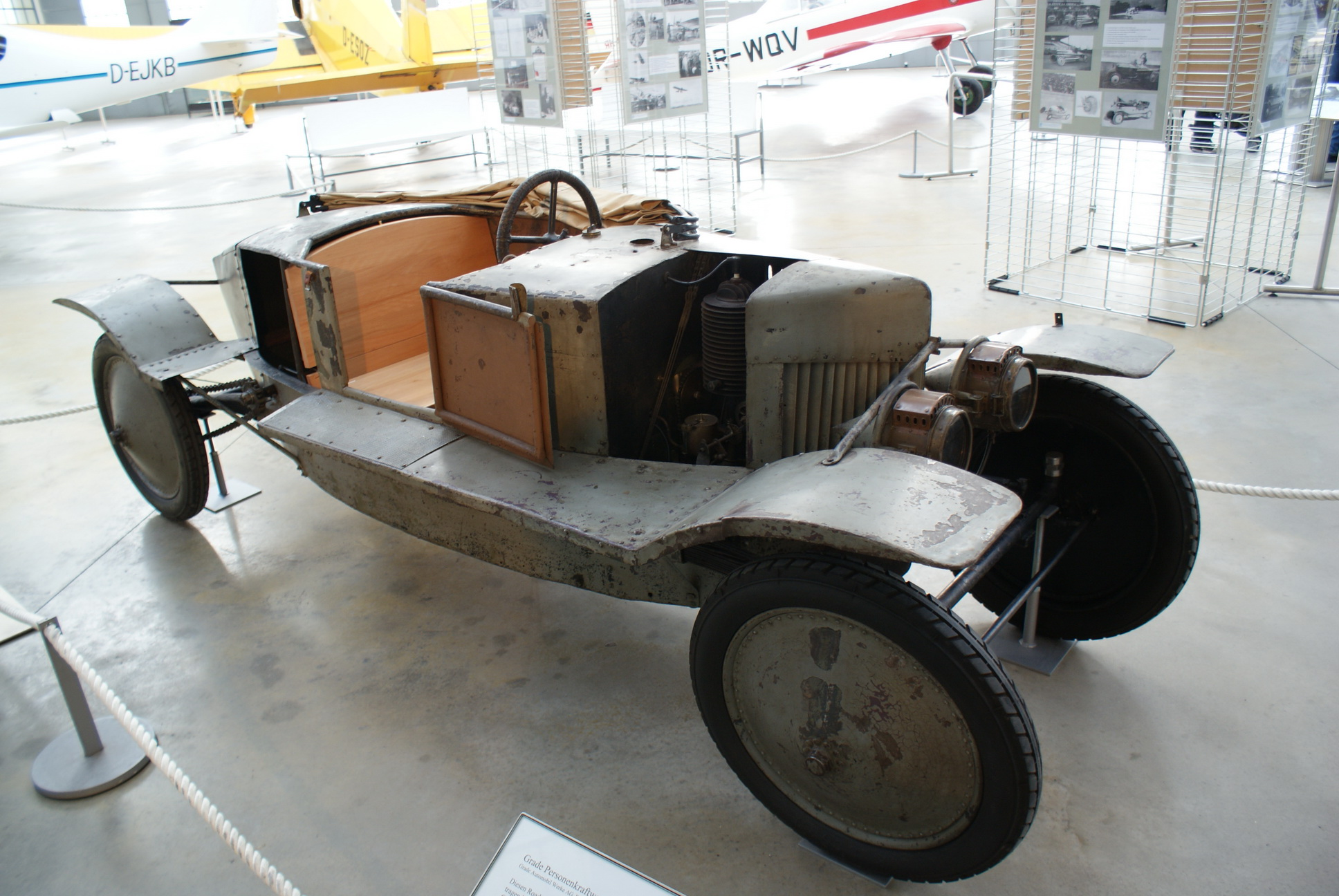

Ганс Граде (нем. Hans Grade; 17 мая 1879, Кёслин, провинция Померания Королевства Пруссия, Германская империя — 22 октября 1946, Боркхайде, Советская зона оккупации Германии) — немецкий инженер; строитель первого в Германии способного летать самолёта; основатель автомобильной фирмы Grade Automobilwerke AG.

## Биография
В 1900—1904 годах посещал Высшую техническую школу в Шарлоттенбурге.
В 1903 году в Кёслине сконструировал мотоцикл, до 1905 года руководил моторным производством. В 1905 году в Магдебурге основал Grade-Motoren-Werke GmbH.
В 1907 году начал строительство своего первого триплана с 6-цилинровым 2-тактным двигателем. Первый полёт состоялся 28 октября 1908 года в Магдебурге, самолёт пролетел около 100 м на высоте 8 м и приземлился в аварийном режиме. До мая 1909 года было выполнено около 70 полётов с максимальной дальностью 700 метров.
14 августа 1909 года Г. Граде переехал в Борк и перевёл туда своё производство. 22 августа 1909 года он предпринял первый в Борке полёт на моноплане «Libelle» («Стрекоза»), созданном ещё в Магдебурге, и 30 октября 1909 года выиграл приз Карла Ланца на аэродроме Йоханнисталь. Выполнял показательные полёты в Гамбурге, Бремене, Бреслау и Магдебурге. В 1910 году в Борке создал самолётную фабрику и основал первую лётную школу в Германии; до 1914 года было построено 80 самолётов и обучено около 130 учеников.
В сентябре 1910 года совершил первый длительный полёт на моноплане, пробыв в воздухе 4 часа 30 минут. 9 апреля 1911 совершил первый перелёт по маршруту на триплане, установил на нём рекорд высоты — 1450 м.
18 февраля 1912 года пилот Герман Пенц осуществил первую доставку почты самолётом Ганса Граде из Борка в Брюк. 21 августа 1912 года Ганс Граде произвёл первое испытание своего первого гидросамолёта на Бланкензее под Треббином.
В 1912 году император Вильгельм II наградил Ганса Граде Орденом Короны 4-го класса.
С 1914 года занимался ремонтом военных самолетов; разрабатывал трактор. После Версальского договора (1919), запретившего Германии строительство самолётов, спроектировал малолитражный автомобиль и в 1922 году начал его производство; до 1927 года было выпущено около 2000 машин, на автомобильном предприятии Г. Граде было занято до 800 рабочих. В 1927 году АО Grade Automobilwerke закрылось из-за трудностей с капиталом.
В 1930-е годы Г. Граде безуспешно пытался разрабатывать новый народный самолёт. В 1934 году выполнял исследовательские задания для промышленности.

## Семья
Жена — Кете Гротум (её племянница — Бригитта Гротум (род. 1935), актриса, режиссёр).

## Память
Именем Ганса Граде названы:
- улицы в городах Германии:
  - Hans-Grade-Allee в Шёнефельде;
  - Hans-Grade-Ring в Потсдаме;
  - Hans-Grade-Ring в Берлине;
  - Hans-Grade-Straße в Ашерслебене;
  - Hans-Grade-Straße в Вердере;
  - Hans-Grade-Straße в Магдебурге;
  - Hans-Grade-Straße в Мерзебурге;
  - Hans-Grade-Straße в Ораниенбурге;
- Hans-Grade-Schule — школа в Берлине;
- Flugschule Hans Grade GmbH — лётная школа в Треббине;
- «Летающий госпиталь» Airbus A310 MRT ВВС Германии.

В 2008 году министерство финансов Германии выпустило почтовую марку с изображением триплана Ганса Граде.

### Музей Ганса Граде
В немецком городе Боркхайде, в салоне самолёта Ил-18, находится музей Ганса Граде. В музее представлены уникальные документы и экспонаты эпохи авиаконструктора, демонстрируется фильм, рассказывающий о личности конструктора и истории появления самого Ил-18 на стоянке аэрополя Боркхайде в 1989 году (самолёт был передан в дар музею авиакомпанией Interflug). Музей существует на средства частных лиц, компаний и меценатов, на его территории располагается клуб любителей авиамоделирования, проходят выставки и фестивали. Оригинальный Ил-18 — гордость Боркхайде — посещают и инженеры Lufthansa. Жизнь музея Ганса Граде и самолёта с позывными «Танго — Эхо» часто становится желанным материалом для СМИ.